# Закарпатський туристичний шлях
Закарп́атський турист́ичний шлях ― це туристський шлях, один з головних пішохідних маршрутів Українських Карпат. Знаходиться в межах Закарпатської області.

## Історія створення

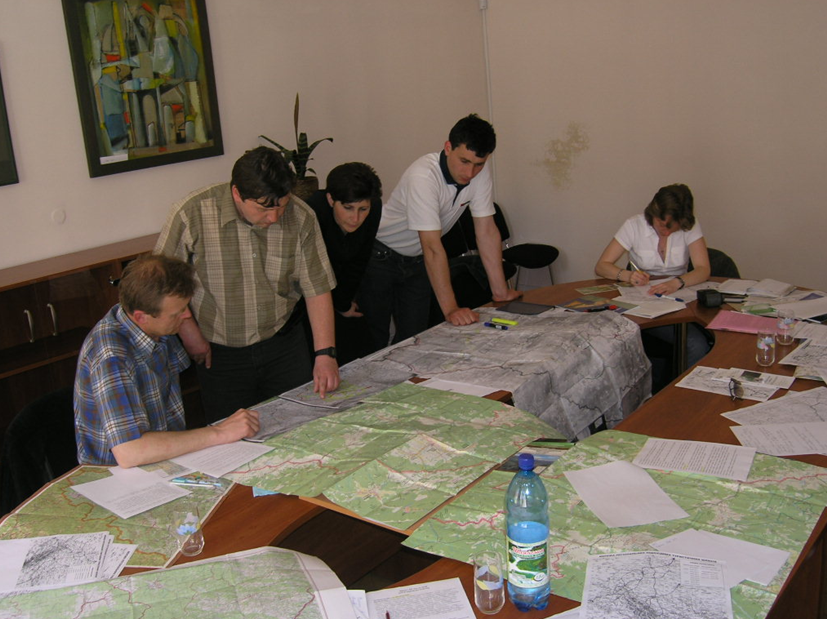
Робоча група

Основу проєкту закладено завдяки діяльності швейцарсько-української спільноти FORZA, основною метою якої в Україні є розвиток та впровадження нових підходів у лісовому господарстві. Протягом квітня-липня 2004 р. було розроблено звіт робочої групи для створення концепції ЗТШ та мережі маршрутів у Рахівському районі Закарпаття. В групу входили Анатолій Яремчишин, Богдан Дзядик (Клуб велотуристів друзів природи «Рух»).
Системою маркування ЗТШ було обрано так звану альпійську (або цифрову) систему маркування.
З 2006 року розпочинається співпраця FORZA з ГО «Карпатські стежки». Завдяки фінансуванню чеських партнерів[уточнити] ЗТШ було перемарковано згідно стандартів чеської системи маркування у 2010 р.
В рамках проєкту FORZA було здійснено встановлення інформаційних щитів на в’їзді та в центрі сіл Нижній Бистрий, Богдан та Костилівка, а також роздруковані інформаційні буклети для сільських садиб та місцевих надавачів послуг.
В подальшому утримання шляху було здійснено у 2018 р. за кошти Закарпатської ОДА, в результаті було проведено роботи по відновленню маркування ЗТШ від Великого Березного до Усть-Чорної.

## Перебіг шляху

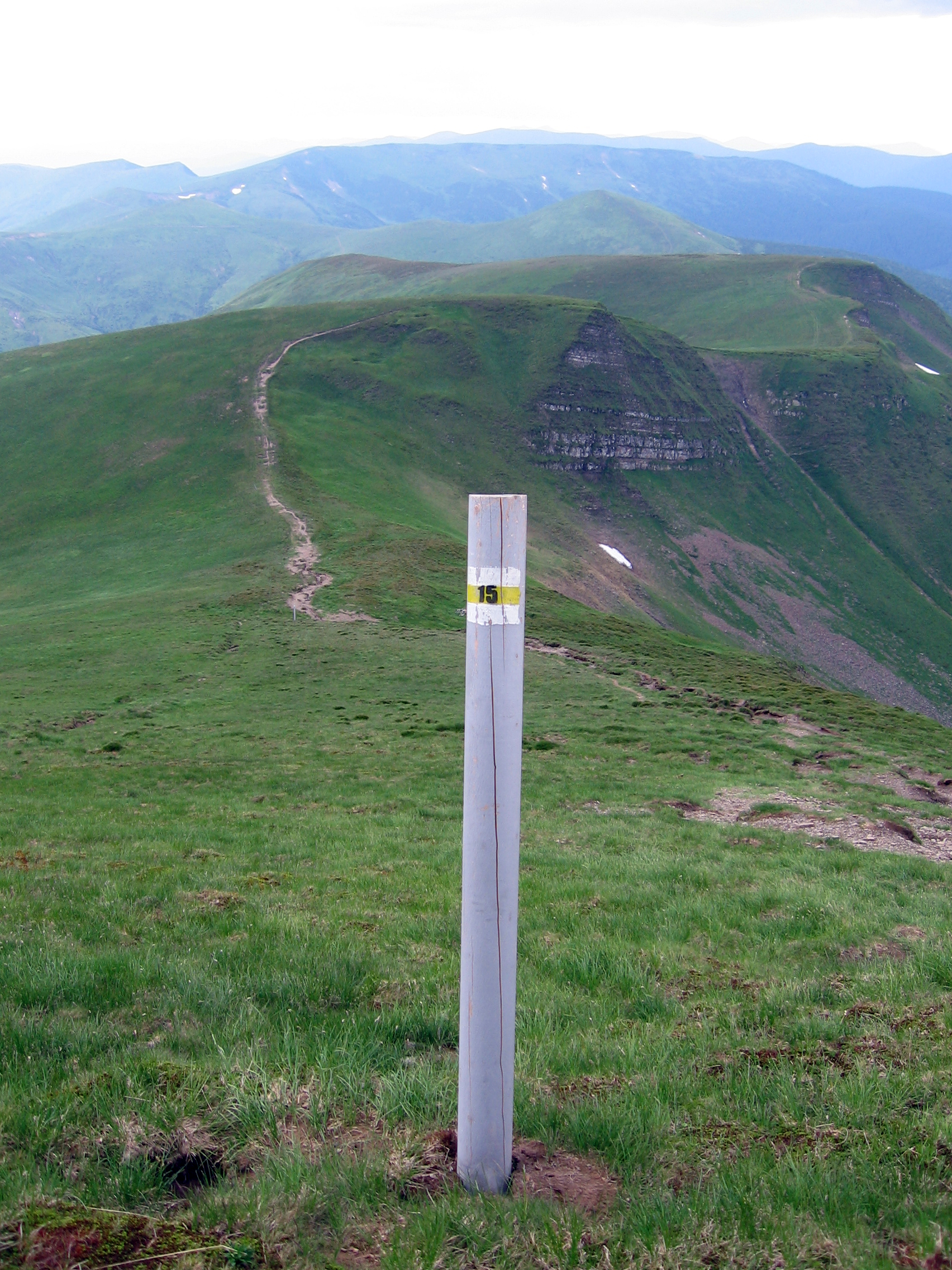
Маркування шляху станом на 2006 р. (масив Свидовець)

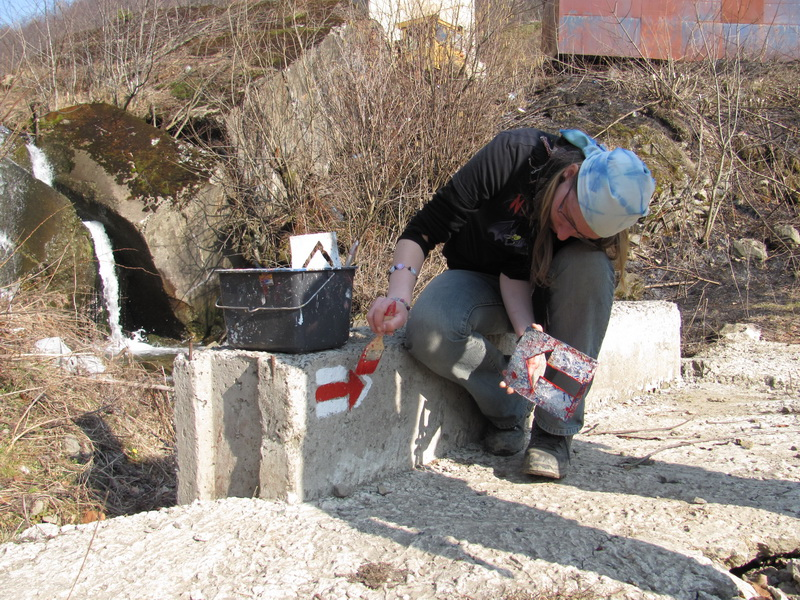
Маркування ЗТШ чеськими волонтерами

- Великий Березний ― Міжгір'я;
- Міжгір'я ― Колочава;
- Колочава ― Усть-Чорна;
- Усть-Чорна ― Кваси;
- Кваси ― Говерла;
- Говерла ― Ділове.

### Додаткові (з'єднувальні маршрути)
Окрім основної гілки ЗТШ, було промарковано підхідні маршрути:
110 км в Рахівському районі: 
- Ясіня

1. Ясіня ― г. Костирівка ― г. Шурева Буковина ― пол. Шиса ― г. Петрос (15 км)
2. Ясіня (район з/ст.) ― г. Шурева Буковина (1 км)
3. Ясіня (Свидовець) ― пол. Шиса (5 км)

- Лазещина

1. Лазещина ― ур.Депо ― п. Бескидя ― пол.Кукул ― пол. Григорівка ― траверс Верх Дебрі ― Лазещина (28 км)
2. Козьмещик ― пол.Ґропа ― г. Говерла (8 км)
3. Козьмещик ― пол. Головчеська (8 км)
4. пол. Козьмеска ― ст. №3 (4 км)

- Кваси

1. Кваси ― пол. Менчул ― пол. Шумнєска ― г. Петрос ― г. Говерла (26 км)
2. Кваси ― пол. Засови ― пол. Білин (8 км)

- Білин

1. Білин ― пол. Довжина (Перелісок) (7 км)

64 км у Воловецькому районі:
1. г. Пікуй ― с. Біласовиця ― пер. Середьоверецький ― г. Корна ― смт. Воловець ― г. Темнатик ― г. Великий Верх ― г. Кичера (53 км)
2. смт. Воловець ― Стій (9 км)
3. пер. Середньоверецький ― с. Вербіж (2 км)

## Поклики
1. ↑  Що ми робимо | Агентство сприяння сталому розвитку Карпатського регіону «ФОРЗА». www.forza.org.ua. Архів оригіналу за 27 березня 2019. Процитовано 27 березня 2019.
2. ↑  Новини. stezhky.org. Архів оригіналу за 27 березня 2019. Процитовано 27 березня 2019.
3. ↑  Архівована копія (PDF). Архів оригіналу (PDF) за 27 березня 2019. Процитовано 27 березня 2019.{{cite web}}:  Обслуговування CS1: Сторінки з текстом «archived copy» як значення параметру title (посилання)
4. ↑  МАРКУВАННЯ ТУРИСТИЧНИХ МАРШРУТІВ У 2018 РОЦІ • Вітаємо на Закарпатті!. Вітаємо на Закарпатті! (укр.). 4 грудня 2018. Архів оригіналу за 27 березня 2019. Процитовано 27 березня 2019.
5. ↑  Новини. stezhky.org. Архів оригіналу за 27 березня 2019. Процитовано 27 березня 2019.